# Lotty Rosenfeld
Lotty Rosenfeld (ⓘ; * 20. Juni 1943 in Santiago de Chile; † 24. Juli 2020; eigentlich Carlota Eugenia Rosenfeld Villarreal) war eine chilenische Aktionskünstlerin.

## Leben
Sie studierte zwischen 1964 und 1968 an der Escuela de Artes Aplicadas in Santiago bei Florencia de Amesti, Eduardo Vilches und Kurt Herdan.
Lotty Rosenfeld starb im Juli 2020 im Alter von 77 Jahren an einer Krebserkrankung.

## Werk
Lotty Rosenfeld greift mit ihren temporären Installationen und Aktionen in den öffentlichen Raum ein, indem sie mit Veränderungen, Ergänzungen oder Additionen der weißen Straßenmarkierungen Irritationen des Publikums oder der Ordnungsbehörden erreicht. Sie trägt ihre Markierungsstreifen mit weißer Acrylfarbe oder Klebstreifen auf die Straßenoberfläche auf und dokumentiert ihre Aktion und die folgende Reaktion des Publikums durch Filmaufzeichnungen.
„Ein kleiner, genauer Eingriff genügt und auf einmal ist die alltägliche Wahrnehmung nicht mehr vertraut. Eine Linie kann eine Waffe sein.“ (Inka Gressel)

## Aktionen
Ihr erster Eingriff fand 1979 auf einer wichtigen Durchgangsstraße in ihrer Heimatstadt Santiago de Chile statt. Bei dieser Aktion Una Milla de Cruces sobre el Pavimento (Eine Meile aus Kreuzen auf dem Asphalt) verfremdete sie die Markierungsstreifen der Fahrbahn und ergänzte sie mit Querstrichen zu Kreuzen, eine im damaligen Chile, das von einem Militärregime unter Augusto Pinochet beherrscht wurde, eminent politischen Aktion. Die Filmaufzeichnungen dieses Eingriffs zeigte Rosenfeld öffentlich Monate später an gleicher Stelle auf einer großen Projektionsfläche und zeichnete auch dieses Ereignis auf.
Diese Aktion wiederholte sie 1983 in Berlin und 1989 in Chile. Auf der documenta 12 in Kassel war sie mit zwei Arbeiten vertreten: Mit einer Aktion im öffentlichen Straßenraum, das Stadtreinigungamt in Kassel reagierte jedoch voraussehbar und entfernte die irritierenden, aufgeklebten weißen Querstriche, noch bevor die Documenta 12 eröffnet wurde. Sie begründete dies mit der Verkehrsgefährdung, die die veränderten Fahrbahnmarkierungen darstellten. Zum anderen mit einer Videopräsentation: Gezeigt wurde ihr Film von 1979 Milla de Cruces sobre el Pavimento (5:15 min.) von der gleichnamigen Aktion.

## Ausstellungen (Auswahl)
- 1997 5. International Istanbul Biennial, Istanbul
- 1999 Chile:Austria – Ein künstlerischer Dialog, Tiroler Landesmuseum, Innsbruck; Oberösterreichischen Landesmuseum, Linz
- 2001 3. Bienal do Mercosul, Porto Alegre; MAC Museo de Arte Contemporáneo, Obras Experimentales (1979–1995), Santiago
- 2002 II Bienal Internacional de Arte de Buenos Aires, Museo Nacional de Bellas Artes, Buenos Aires
- 2003 MAC Museo de Arte Contemporáneo. Universidad de Chile,Tráfico, Santiago; Museu de Arte Contemporânea da Universidade de São Paulo, São Paulo, Arte Contemporânea Chilena Traços da Razão; MAVI – Museo de Artes Visuales, Materia reflección y sueños, Santiago
- 2007 Kunsthalle Berlin-Lichtenberg, Berlin; Documenta 12, Kassel; Museo Nacional de Bellas Artes, Arte de los ochenta y grupo CADA, Santiago